# Vladimir Mihailović
Vladimir Mihailović (cyr. Владимир Михаиловић; ur. 10 sierpnia 1990 w Cetynii) – czarnogórski koszykarz, występujący na pozycji rzucającego obrońcy, reprezentant kraju, obecnie zawodnik Okapi Aalstar.
19 sierpnia 2018 został zawodnikiem Anwilu Włocławek. 7 lutego 2019 opuścił klub.

## Osiągnięcia
Stan na 29 grudnia 2019, na podstawie, o ile nie zaznaczono inaczej.
Drużynowe
- Mistrz:
  - Czarnogóry (2011–2014)
  - Belgii (2018)
- Wicemistrz Niemiec (2017)
- Zdobywca pucharu:
  - Belgii (2018)
  - Czarnogóry (2011, 2012, 2014)
- Finalista:
  - pucharu Czarnogóry (2010, 2013)
  - Superpucharu Polski (2018)[6]
- Uczestnik rozgrywek Ligi Mistrzów (2016–2018)

Indywidualne
(* – nagrody przyznane przez portal eurobasket.com)
- Zaliczony do*:
  - II składu ligi czarnogórskiej (2014)
  - składu honorable mention ligi czarnogórskiej (2010, 2011)
- Uczestnik meczu gwiazd ligi belgijskiej (2019/2020)[7]

Reprezentacja
- Uczestnik:
  - mistrzostw Europy:
    - 2011 – 21. miejsce, 2017 – 13. miejsce
    - U–20 (2010 – 6. miejsce)
    - U–18 dywizji B (2008 – 11. miejsce)

  - kwalifikacji do Eurobasketu (2011, 2013, 2015, 2017)
- Zaliczony do składu honorable mention mistrzostw Europy U–20 (2010)*